# Andarak
Andarak (ryska: Андарак) är en regionhuvudort i Kirgizistan.   Den ligger i oblastet Batken, i den västra delen av landet, 600 km sydväst om huvudstaden Bisjkek. Andarak ligger 1 601 meter över havet och antalet invånare är 5 997.
Terrängen runt Andarak är kuperad åt nordväst, men åt sydost är den bergig. Runt Andarak är det ganska glesbefolkat, med 29 invånare per kvadratkilometer. Närmaste större samhälle är Isfana, 9,5 km nordost om Andarak. Trakten runt Andarak består i huvudsak av gräsmarker.